# 2-я отдельная армия ПВО
2-я отдельная армия ПВО (2 ОА ПВО) — оперативное объединение войск противовоздушной обороны СССР с 1960-го по 1991 год. Соединения армии осуществляли прикрытие западного и северо-западного стратегических направлений, защиту от нападения с воздуха городов, стратегических и военных объектов на территории БССР и, в разное время, Прибалтийских республик или западной Украины. Штаб и командный пункт (КП) размещались в городе Минске. Командование 2 ОА ПВО подчинялось непосредственно Главнокомандующему войсками противовоздушной обороны СССР. Вопреки ошибочному мнению, командованию Белорусского военного округа 2 ОА ПВО не подчинялась.
В 1992 году  2‑я отдельная армия ПВО была переформирована в Войска ПВО Республики Беларусь. А в соответствии с директивой министра обороны Республики Беларусь от 15 ноября 2001 года командование ВВС и командование Войск ПВО были реорганизованы путём их слияния в командование ВВС и войск ПВО Вооружённых Сил Республики Беларусь.

## История
Свою предысторию 2-я отдельная армия ПВО начинает с 5 ноября 1941 года, когда директивой заместителя Народного Комиссара Обороны СССР № 3024 в г. Куйбышеве была сформирована 5-я дивизия ПВО. Основой формирования дивизии явились части Московского корпуса ПВО, передислоцированные в г. Куйбышев. В сентябре 1944 года в ходе завершения наступательной операции «Багратион» дивизия, переформированная в 14-й корпус ПВО, передислоцируется в г. Минск для организации противовоздушной обороны территории, освобожденной 3-м Белорусским фронтом. Части корпуса обороняли полевые аэродромы, железнодорожные узлы и города Минск, Борисов, Столбцы, Лида, Молодечно. Только в июле 1944 года части корпуса во взаимодействии с истребителями сбили 19 самолётов противника. Особо отличился в боях 927 иап (аэродром Лошица), которым командовал Герой Советского Союза подполковник Козлов Н. А. (в дальнейшем генерал-майор авиации, заместитель командующего 2-й ОА ПВО).
После окончания Великой Отечественной войны корпус реорганизуется в Белорусский район ПВО (1951 г.), затем в Минский корпус ПВО (1954 г.).
В 1954 году образуется новый вид вооружённых сил — войска противовоздушной обороны страны. Первым Главнокомандующим войсками ПВО страны назначается Маршал Советского Союза Говоров Л.А.
Развитие систем вооружения, поступление в войска зенитно-ракетных комплексов С-75, С-125 и сверхзвуковых самолётов Су-9, Як-28 потребовало совершенствования оперативного построения противовоздушной обороны страны и расширения зон ответственности армий ПВО за пределы территориальных военных округов. Особенно это было важно на западном оперативно-стратегическом направлении.
Исходя из этого, по решению ЦК КПСС и Совета Министров СССР и на основании директивы Министра обороны СССР № ОРГ/6/60686 от 15 марта 1960 года определена задача сформировать к 1 июля 1960 года управление 2-й отдельной армии ПВО, в составе 11-го корпуса ПВО (штаб в г. Барановичи), 27-го корпуса ПВО (штаб в г. Рига), в который включена 3-я дивизия ПВО (штаб в г. Балтийск).
Во вновь создаваемую структуру вошли как части, сформированные недавно, так и те, которые прошли Великую Отечественную войну.
Первым командующим армией стал генерал-полковник авиации Сардаров С. А. С первого дня Великой Отечественной войны он сражался с врагом в должности командира истребительного авиационного полка. Освобождал Кубань, Керчь, Крым, Украину. Завершал войну в Румынии в должности командира авиационной дивизии.
В состав объединения вошли многие прославленные воинские части. В их числе семь частей, удостоенных почетного звания гвардейских, восемь — награждены орденами Красного Знамени, Суворова, Кутузова, Александра Невского, Богдана Хмельницкого. 62 военнослужащих стали Героями Советского Союза, среди них Покрышкин А. И., Речкалов Г. А., Глинка Д. Б., Трофимов Н. Л., Лавриненков В. Д., Дюбко А. Ф. и другие.
2-я ОА ПВО получила боевую задачу: сосредоточить основные силы и средства на западном и северо-западном воздушных направлениях, прикрыть объекты в районе дислокации (Белоруссии и Прибалтике) и не допустить пролёта воздушного противника вглубь страны и к столице Советского Союза — городу Москве.
В период формирования объединения военному совету армии и командирам всех рангов пришлось решать ряд сложных проблем. Не хватало зенитных войск для прикрытия многих объектов особой важности, слабо обеспечивалось прикрытие стыков между соединениями. Надежное наведение истребителей на маловысотные цели могло быть обеспечено только в пригранично-морской зоне ответственности объединения. Около половины радиостанций были устаревших образцов. Командные пункты всех степеней в большинстве своем располагались в незащищённых помещениях. Активное формирование зенитных ракетных полков, начавшееся в 1959 году, привело к серьёзным трудностям при размещении личного состава и техники. Подразделения полков размещались на временных необорудованных огневых позициях, казарменного и жилого фонда не было, личный состав жил в палатках, большинство офицеров вновь сформированных частей не имели квартир.
Все это создавало большие трудности в работе командования по поддержанию войск в постоянной боевой готовности. Только настойчивость, терпение, кропотливый труд и высокий моральный дух всего коллектива объединения позволили обеспечить бдительное несение боевого дежурства, наращивание боеготовности, ведение широким фронтом строительных работ без снижения качества боевой и политической подготовки. Все последующие 1960-70‑е годы шло совершенствование структуры объединения, соединений и частей, осуществлялось перевооружение на новую боевую технику частей ЗРВ, авиации, РТВ, освоение автоматизированных систем управления, средств связи, строительство командных пунктов, казарм для личного состава, жилых городков.
Вплоть до 1980‑х годов шло накопление и совершенствование боевого опыта по применению авиации и частей ПВО. Личный состав совершенствовал своё ратное мастерство и в наиболее крупных региональных военных конфликтах за пределами Советского Союза, оказывая интернациональную помощь дружеским государствам.
Военное руководство страны, выделяя особую роль 2 ОА ПВО на западном направлении, принимало меры по оснащению её в 1970-80-х годах современным вооружением и техникой.
Личному составу армии одному из первых было доверено новейшее оружие — зенитные ракетные комплексы С-200, С-300, самолёты МиГ-23, МиГ-25, самолёты радиолокационного дозора и наведения А-50.
В 1979 году было принято решение о ликвидации объединений ПВО в приграничных районах. Это коснулось и 2‑й отдельной армии ПВО… Время показало ошибочность такого решения, и в 1986 году объединения ПВО были восстановлены, в том числе и 2‑я отдельная армия ПВО. Тогда в состав объединения вошли 11-й корпус (г. Барановичи) и 28-й корпус (г. Львов). Командующим армией назначен генерал-лейтенант Литвинов  Владимир Васильевич. В ноябре того же года армии было торжественно вручено Боевое Красное Знамя.
В 1985 году 15‑я зенитно-ракетная бригада была перевооружена на зенитный ракетный комплекс С-300. Личный состав бригады в короткие сроки освоил его и в феврале 1986 года заступил на боевое дежурство.
На базе частей ПВО армии проходили государственные испытания автоматизированных систем управления «Вектор», «Рубеж», «Сенеж».
В 1991 году 61‑й истребительный авиационный полк в Барановичах получил новые самолёты Су-27. В сжатые сроки он провел переучивание, совершив полковой манёвр на полигон Красноводск, выполнил боевые стрельбы и заступил на боевое дежурство.
В результате распада СССР и его Вооружённых Сил, в соответствии с постановлением Верховного Совета Республики Беларусь о создании Вооружённых Сил от 16 марта 1992 года № 1530, 2-я отдельная армия ПВО (в составе 11-го корпуса) была переформирована в Войска ПВО Республики Беларусь.

## Состав

### В 1960-х — нач. 70-х годов
- 25-я отдельная транспортная авиаэскадрилья, Мачулищи
- 11-й корпус ПВО, Барановичи
- 27-й корпус ПВО, Рига
- 3-я дивизия ПВО, Балтийск

В 1973 году 3-я дивизия ПВО была расформирована, а её соединения вошли в состав 27-го корпуса ПВО.
В 1977 году 27-й корпус был передан в Прибалтийский военный округ.

### До марта 1980-го года
- 25-я отдельная транспортная авиаэскадрилья, Мачулищи
- 11-й корпус ПВО, Барановичи

### С апреля 1986-го по январь 1992 года
- 25-я отдельная транспортная авиаэскадрилья, Мачулищи
- 11-й корпус ПВО, Барановичи
- 28-й корпус ПВО, Львов

## Командование

### Командующие армией
- 06.05.1960 — 12.02.1966 — Сардаров, Сергей Аркадьевич, генерал-полковник
- 02.1966 — 08.1969 — Лавриненков, Владимир Дмитриевич, генерал-полковник
- 08.1969 — 09.1972 — Юрасов, Евгений Сергеевич, генерал-полковник
- 09.1972 — 12.1975 — Бочков, Борис Викторович, генерал-полковник
- 1976—1978 — Кузьменко, Александр Иванович, генерал-лейтенант
- 1978—1980 — Скорняков Георгий Павлович, генерал-лейтенант
- 1986—1987 — Литвинов, Владимир Васильевич, генерал-полковник
- 1987—1992 — Осмоловский, Вячеслав Михайлович, генерал-лейтенант

### Начальники штаба
- 1960—1963 — Синицын Б. М., генерал-майор
- 1963—1968 — Бржовский М. А., генерал-майор
- 1977—1979 — Гречанинов В. А., генерал-майор
- 1979—1980 — Сапегин С. С., генерал-майор
- 1986—1987 — Александров Ю. А., генерал-майор
- 1987—1991 — Васильев Н. А., генерал-лейтенант

### Члены Военного совета
- 1960—1963 — Мороз И. М., генерал-майор
- 1963—1970 — Кулигин В. Д., генерал-майор
- 1970—1976 — Вертаев Р. Ф., генерал-майор
- 1976—1980 — Сульянов А. К., генерал-майор
- 1986—1989 — Каболов С. Н., генерал-майор
- 1989—1991 — Адоньев А. А., генерал-майор